# Batis
Batis ist die einzige Gattung der Pflanzenfamilie Bataceae in der Ordnung der Kreuzblütlerartigen (Brassicales). Die nur zwei Arten gedeihen an tropischen bis subtropischen Küsten.

## Beschreibung

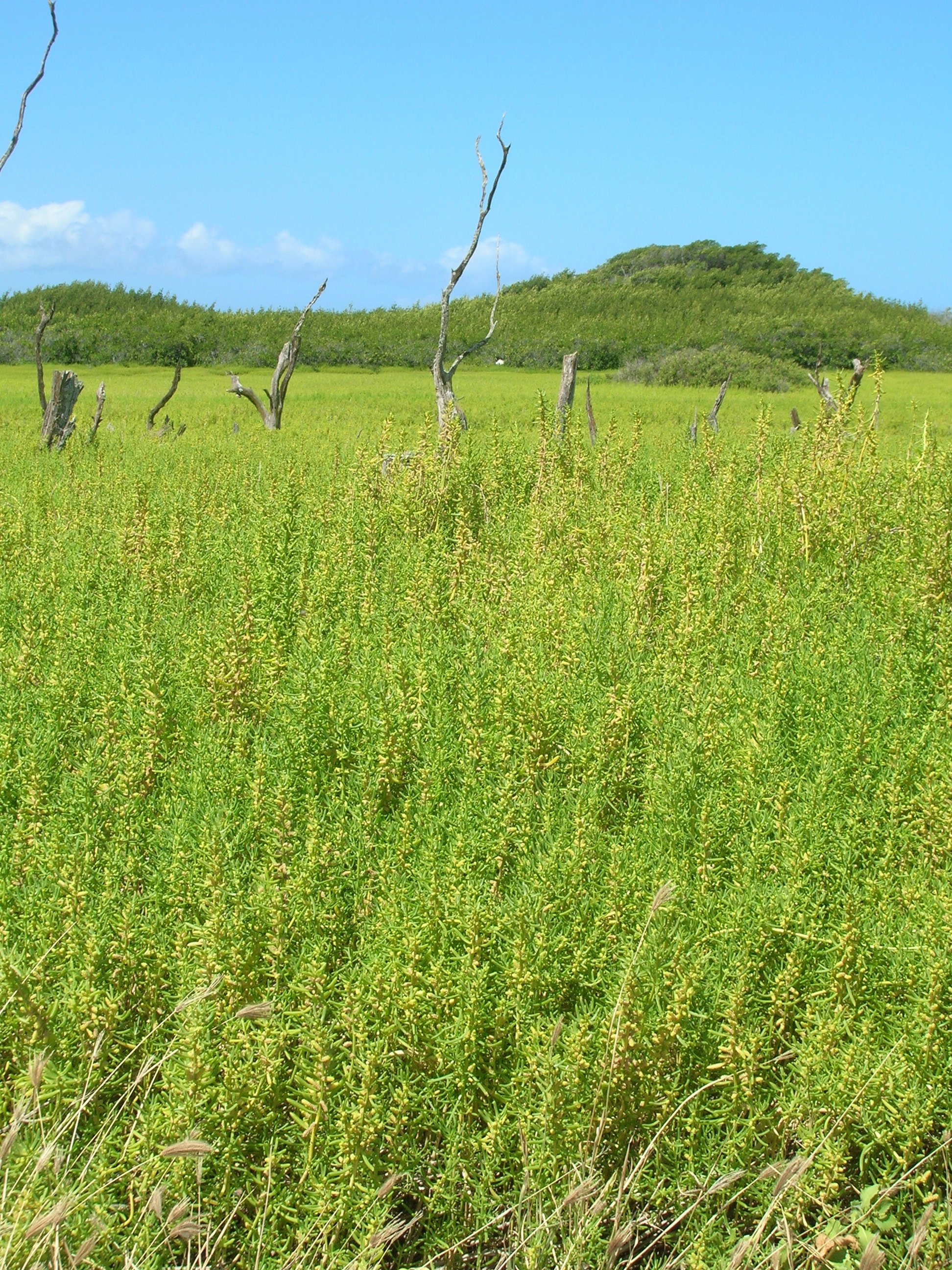
Bestand von Batis maritima auf Molokai

### Vegetative Merkmale
Die Arten der Gattung Batis sind unbehaarte, vielverzweigte Sträucher, die Wuchshöhen von 1,5 Metern erreichen können. Sie bilden sowohl niederliegende, horizontale als auch aufrechte Sprossachsen aus, die sukkulent sind.
Die gegenständig und kreuzgegenständig angeordneten Laubblätter sind sitzend. Die fleischigen Blattspreiten sind einfach und ganzrandig. Die sehr feinen und bald absterbenden Nebenblätter sind oft nur als drüsenartige Körper ausgebildet.

### Blütenstände und Blüten
Die Blüten sind immer eingeschlechtig. Die Pflanzen von Batis maritima sind zweihäusig getrenntgeschlechtig (Diözie), dagegen ist Batis argillicola einhäusig getrenntgeschlechtig (Monözie). Die Blütenstände sind zapfenförmige Ähren oder Kurzsprosse, die Tragblätter der Blüten sind feine, nebenblattartige Anhänge.
Die männlichen Blüten stehen in den Achsen der kreuzgegenständigen Tragblätter oder in terminalen Zapfen angeordnet. Jede der Blüten besitzt eine blüttenhüllenartige Röhre, die sich unregelmäßig in zwei bis vier Teile spaltet. In ihrem Inneren stehen vier spatelförmige, kronblattartige, oft als Staminodien bezeichnete Strukturen im Wechsel mit vier Staubblättern. Die Staubfäden stehen frei, die Staubbeutel sind rückenseitig fixiert und nach innen geneigt. Das Zentrum der Blüte ist angehoben und stellt wahrscheinlich einen reduzierten Stempel dar.
Die weiblichen Blüten befinden sich aufsitzend in den Blütenstandsachseln, sind einzel stehend oder an der Basis miteinander verwachsen. Jede Blüte besteht aus einem Stempel, der von einem einzelnen Tragblatt gestützt wird, eine Blütenhülle ist nicht vorhanden. Der Fruchtknoten ist vierkammerig, jede Kammer enthält eine einzelne Samenanlage, die epitroph an der Basis der Fruchtknotenkammer aus vergrößerten Plazenten wächst. Es werden zwei aufsitzende Narben gebildet.

### Früchte und Samen
Die Früchte sind steinfruchtartig oder zusammengesetzt. Die Samen besitzen kein Endosperm, der Embryo ist gerade und besitzt große Keimblätter.

## Systematik und Verbreitung
Die Gattung Batis wurde durch Carl von Linné aufgestellt. Batis ist die einzige Gattung der Familie Bataceae Perleb in der Ordnung Brassicales.
Die Gattung Batis enthält nur zwei Arten:
- Batis argillicola P.Royen: Sie kommt von der Südküste Neuguineas bis ins nördliche Australien vor.[1]
- Batis maritima L.: Sie ist die weiter verbreitete Art der Gattung und kommt an den Küsten der Neotropis vor, an der Pazifikküste von Kalifornien bis Peru, an der Atlantikküste von Florida und Texas bis nach Brasilien.[1] Sie ist unter anderem auch auf den Westindischen Inseln und auf verschiedenen Inseln im Pazifik verbreitet. Sie wächst dort an sandigen Küsten und nahe Mangrovenformationen. Ihre Chromosomenzahl beträgt 2n = 22.[2]